# Jordan (polský biskup)
Jordan († někdy mezi roky 982–984) byl katolický biskup. Je považován za prvního polského biskupa, neboť jako první biskup trvale sídlil a působil na polském území, konkrétně buďto v Poznani či v Poznani a Hnězdně. Víme, že byl cizinec, ale jeho rodná země je neznámá a stejně tak si nejsme jisti, jakou cestou se do Polska dostal a jaký přesný charakter měl jeho úřad.

## Původ a příchod
Víme, že Jordan přišel do Polska z ciziny, ale nevíme přesně odkud a jakým způsobem. Jako možné země jeho původu se nejčastěji udávají Itálie či Lotrinsko, objevují se však i rozličné francouzské, belgické či německé kraje. Byť to není zcela jisté, byl pravděpodobně členem benediktinského řádu.
Pravděpodobně přišel do Polska původně jako duchovní řezenské diecéze, které tehdy podléhaly Čechy. Někteří historikové dovozují, že přišel z Čech v roce 966 jako jeden z kněží doprovázejících Dobravu, nastávající ženu knížete Měška I. a dceru Boleslava I., možná dokonce jako její osobní kaplan a zpovědník. Další upřednostňují možnosti, že byl původně pomocným biskupem řezenské arcidiecéze, kterému byla svěřena správa polských oblastí, či že byl mnišským misionářem.

## Biskup
Ordinován byl patrně v roce 968, kteréžto datum uvádějí soudobé české i polské prameny, někteří historici se ale domnívají, že ve skutečnosti se tak stalo už rok až dva dříve, blíže ke křtu Měška I., kterého podle některých měl Jordan pokřtít. V roce 968 měl být přítomen na slavnostní intronizaci Adalberta, prvního arcibiskupa Magdeburgu.
Charakter jeho úřadu není pro nedostatek informací a rozpory v soudobých zdrojích zcela jasný. V současné době jsou brány v úvahu především následující teorie:
- byl misijním biskupem, který neměl formální pevně určené sídlo, podléhal přímo papeži a zdržoval se především v Poznani a Hnězdně
- byl biskupem poznaňské diecéze, která ale ještě nebyla přidružena k žádné metropolitní diecézi a podléhala přímo papeži
- byl biskupem poznaňské diecéze a sufragánem arcibiskupa mohučského
- byl biskupem poznaňské diecéze a sufragánem arcibiskupa magdeburského

Zemřel někdy v letech 982–984, jeho nástupcem byl pravděpodobně biskup Unger, i když někteří historikové uvádí, že mezi ním a Ungerem mohl být v úřadu krátce ještě nějaký další biskup.

## Dědictví
V Poznani se nachází po něm pojmenovaný most biskupa Jordana.
Svatý v reformované katolické církvi v Polsku